# Prieuré hospitalier d’Arles
Le prieuré hospitalier d'Arles était un prieuré de l'ordre de Saint-Jean de Jérusalem. Il s'agissait de l'un des deux prieurés de la langue de Provence avec le prieuré hospitalier de Toulouse. Il vient à la suite du Grand prieuré de Saint-Gilles.
L'ancien bâtiment de l'ordre des Hospitaliers, situé sur les bords du Rhône à Arles, est vendu à la Révolution. Il abrite désormais le musée Réattu, du nom du peintre arlésien, prix de Rome, Jacques Réattu.

## Histoire du bâtiment
Le prieuré d'Arles date de 1562 après le saccage de celui de Saint-Gilles lors des guerres de religion. Initialement c'était une commanderie dédié à saint Thomas créée en 1358 après la destruction de la commanderie de Trinquetaille fondée au XIIe siècle dans le faubourg de Trinquetaille. Il s'agissait d'un hospice et une commanderie construits autour d'une église dédiée à Saint-Thomas, elle disparait au XIVe siècle.
C'est à l'abri des remparts de la ville, près du Rhône, que les Hospitaliers s'installent. Ils y refondent, en 1358, l'ancienne commanderie de Trinquetaille de Saint-Thomas. Le bâtiment et la commanderie de Saint-Pierre, qui lui est accolée, est construite au XVe siècle. Elles formeront ce qui deviendra au XVIIe siècle le prieuré de l'Ordre situé à l'origine à Saint-Gilles. Le prieuré est reconstruit au XVIIe siècle par le prieur Honoré de Quiqueran de Beaujeu. Un décret de 1615 établira que les prieurs devront désormais y résider. La commanderie deviendra ainsi le grand prieuré des quarante huit commanderies de la langue de Provence.
L'ensemble des bâtiments, saisis en 1792, sont vendus, en plusieurs lots entre 1796 et 1827, à Jacques Réattu, collectionneur et peintre, comme biens nationaux. La municipalité de la ville d'Arles en fait un musée en 1868 qui porte aujourd'hui son nom. Au cours des siècles, réaménagé et embelli, le prieuré constitue l'un des plus importants ensembles d'architecture de la Renaissance d'Arles.
L'ancien prieuré est partiellement classé au titre des monuments historiques par arrêté du 3 février 1958.

## Description
Le prieuré se situe au nord du quartier de la vieille ville, en bordure du Rhône, à proximité des thermes de Constantin.
Le prieuré est formé à l’origine de deux bâtiments contiguës :
- la commanderie de Saliers, construite au XVe siècle, avec sa façade nord sur le Rhône. La façade sud sur la cour intérieure, est constituée d'une salle voûtée, en rez-de-chaussée, et une grande pièce, à l'étage, donnant sur le fleuve.
- la commanderie de Saint-Thomas, devenu grand prieuré, s’ordonne également autour d’une cour intérieure. Elle de voit réduite, en 1640, par la construction d’un escalier d’honneur, remplaçant l’ancien escalier à vis. À chaque étage, des loggias s’ouvrent sur la cour et relient les pièces entre elles.

L'ensemble du corps de logis, par sa façade nord, a conservé des éléments de fenêtres à meneaux et croisillons remplacés par de larges fenêtres au XVIIIe siècle. Au sommet de la façade, elle est décorée de créneaux et faux mâchicoulis médiévaux ornés de gargouilles.
La porte d’entrée, sur la rue du Grand-Prieuré, est surmontée d’un fronton à pan coupé datant du XVIIe siècle.
Construite à partir de 1503, la chapelle d’un style gothique tardif, est dotée d’un chevet plat sur la rue. Elle est surmontée de trois travées voûtées en croisée d’ogives avec clés à pendentifs armoriés. Elle est surmontée d'une salle qui abritait les archives.

Quelques vues du grand prieuré
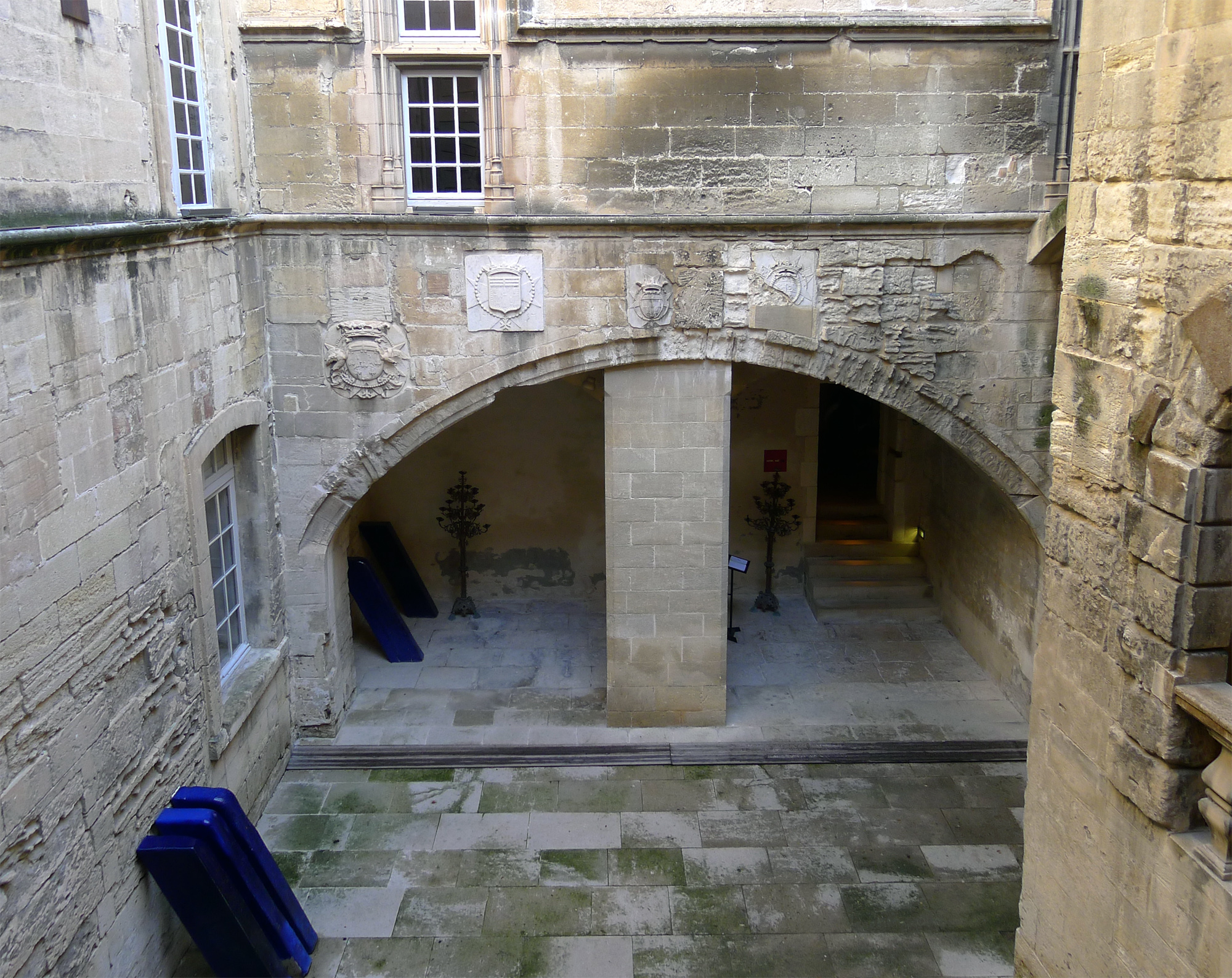
Cour intérieure
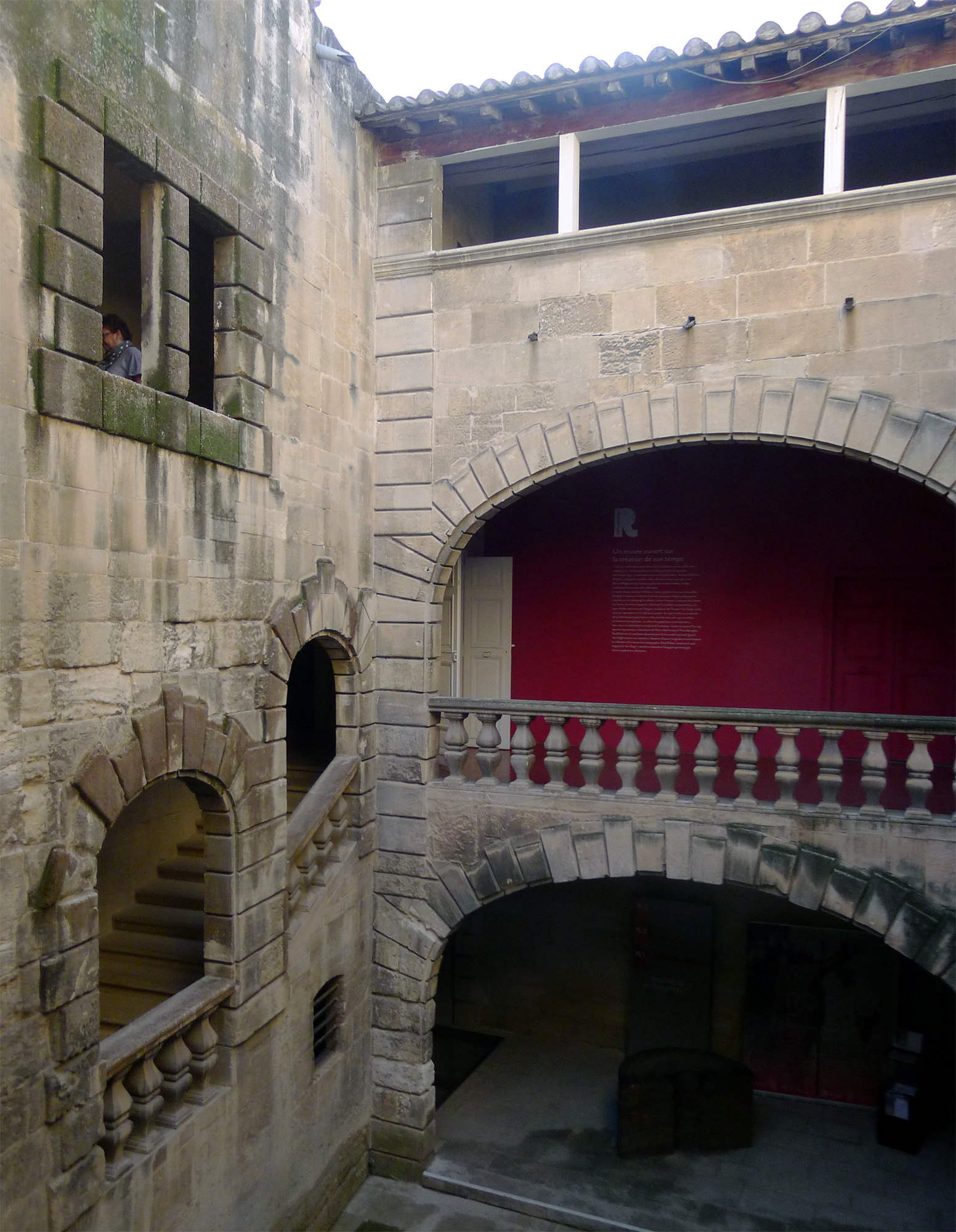
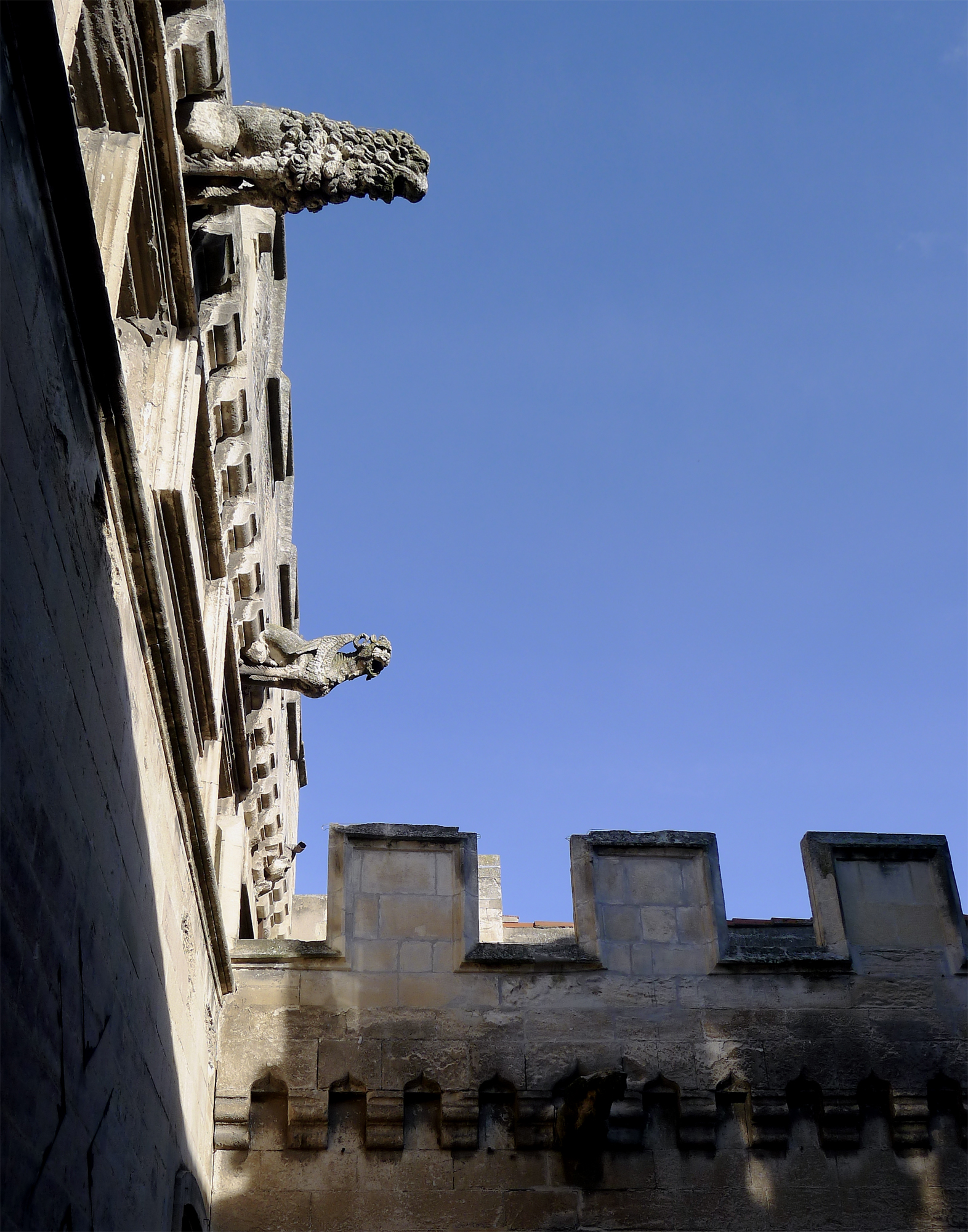
Gargouilles
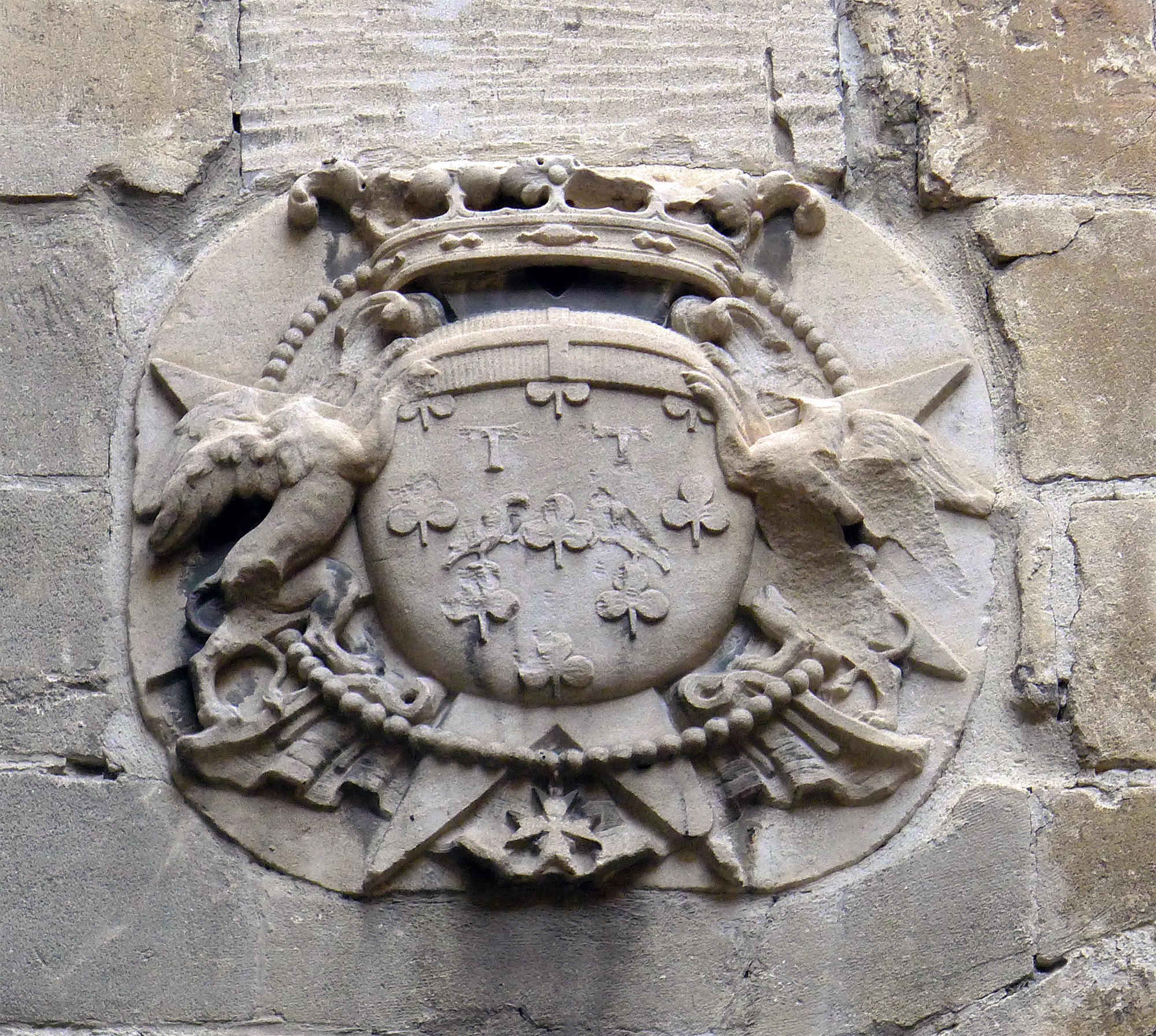
Blason

## Liste des grands prieurs

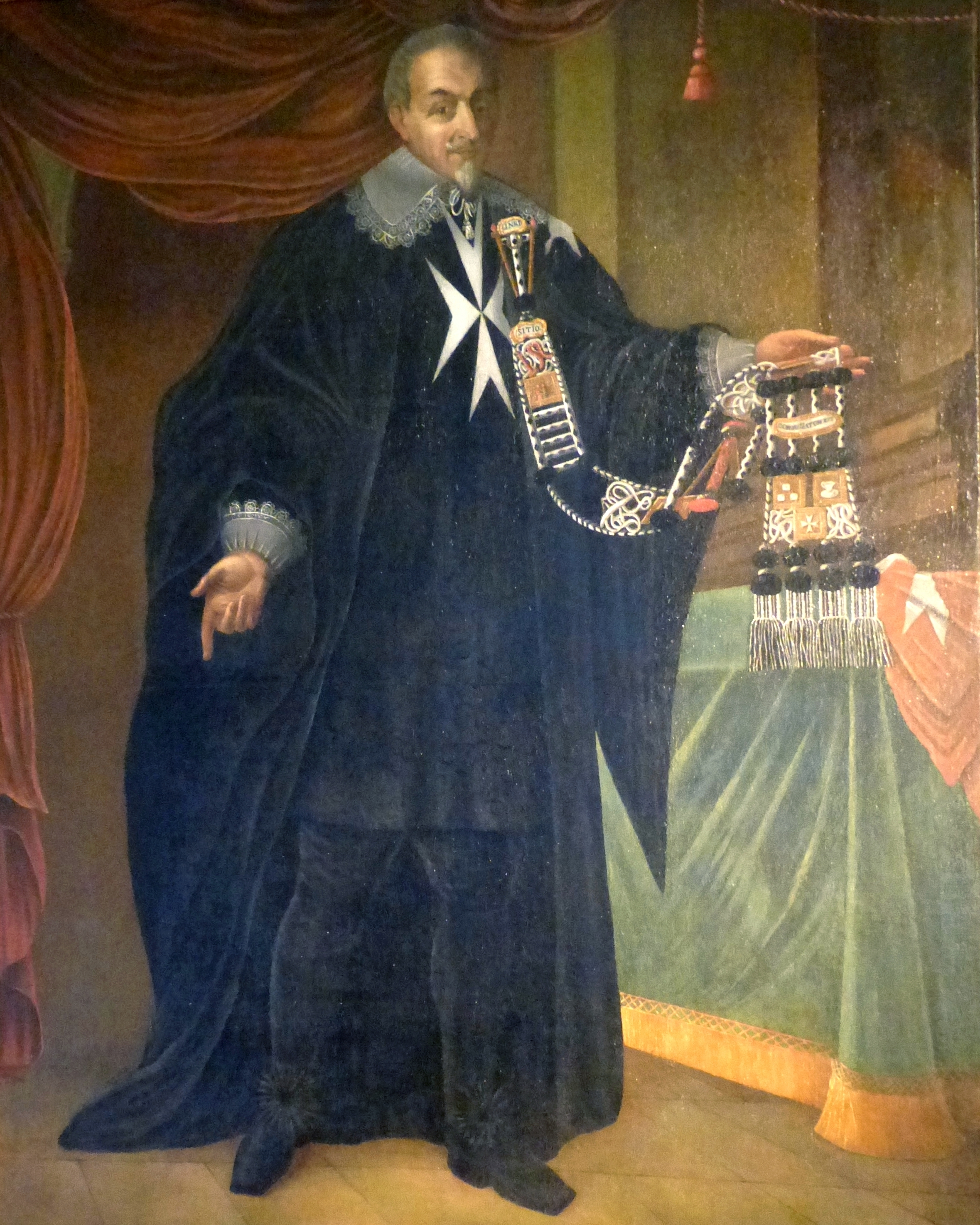
Honoré Quiqueran de Beaujeu en tenue de prieur

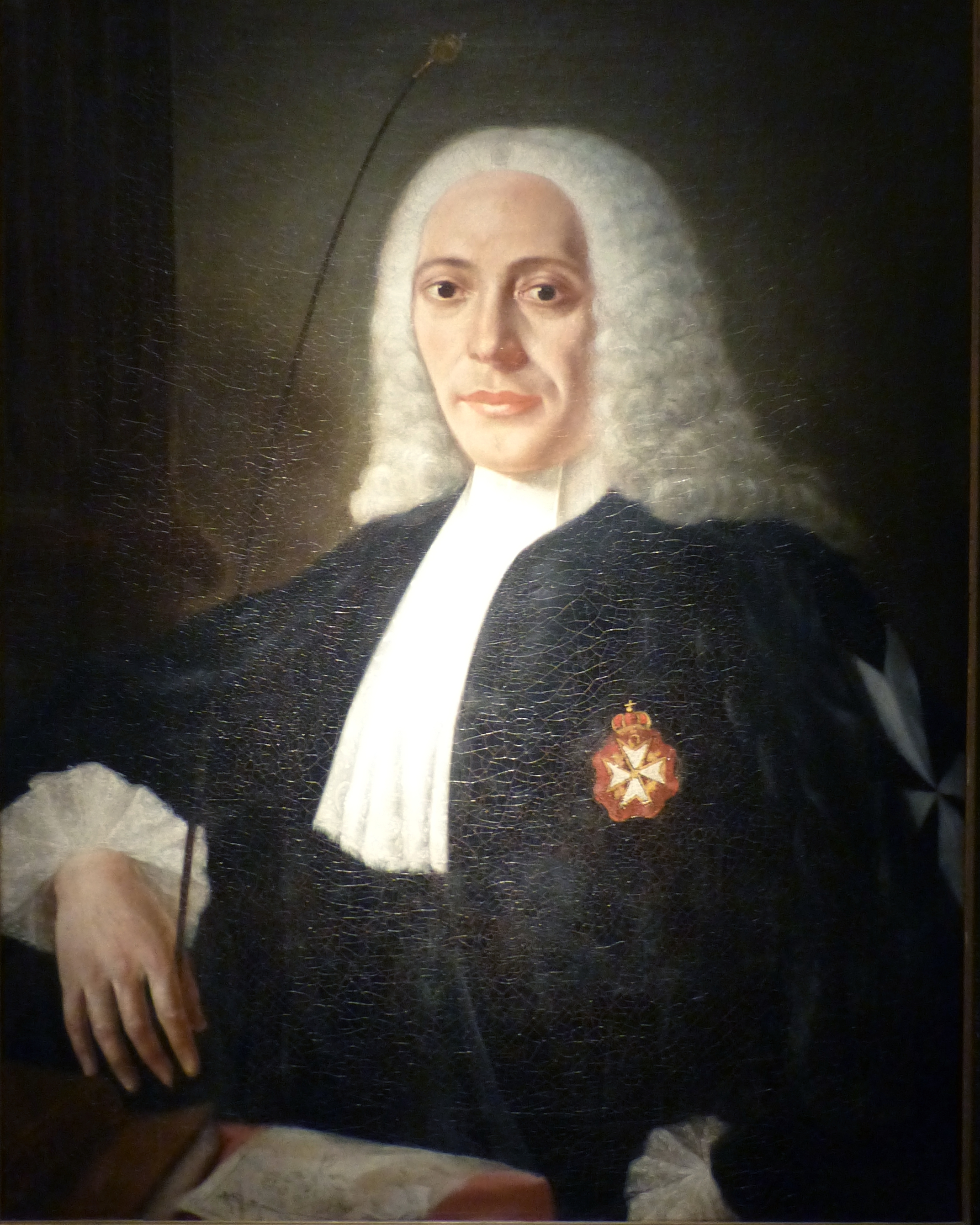
Octave de Galéan

Transfert depuis le grand prieuré de Saint-Gilles en 1562. Ces dignitaires sont toujours appelés prieurs de Saint-Gilles (à Arles).
- 1562 - 1588 : Charles d'Urre-Ventarol
- 23 mars 1562 - † 17 janvier 1569 : Louis du Pont[2]
- 21 janvier 1569 - † 16 janvier 1573 : Claude de Glandevès[3]
- 02 mars 1573 - ? : François de Panisse[4]
- 25 mai 1591 - † 22 sept. 1600 : François de Puget[5]
- 20 juil. 1600 - † 6 février 1602 : Pierre de Roquelaure de Saint-Aubin[6]
- 8 mars 1602 - † 7 novembre 1620 : Pierre d'Esparbès de Lussan[7]
- 27 février 1621 - 9 mars 1623 : Antoine de Paule[8]
- 11 mars 1623 - † 8 juillet 1625 : Balthazar d'Agout Moriès[9]
- 31 juillet 1625 - † 13 août 1632 : Jean-Jacques de Mauléon La Bastide[10]
- 4 septembre 1632 - 1634 : Claude d'Urre Venterol[11]
- 14 mars 1634 - † avr. 1636  : Claude-François de Gerente La Bruyère[12]
- 11 août 1637 - † 24 avril 1642 : Honoré de Quiqueran de Beaujeu[13],[14]
- 20 mai 1642 - † 12 fév. 1644 : Guillaume de Vincent Savoillan[15]
- 15 février 1644 - 1647 : Paul-Albert de Forbin Bonneval[16]
- 1647 - ? : Jacques de Glandevès
- ? - † 12 juillet 1661 : Paul-Albert de Forbin Bonneval[16]
- 18 juillet 1661 - 1664 : Jean-Bertrand de Luppé Guarrané[17]
- ? - ? : Joseph de Félix de la Reynade (XVIIe siècle)
- 1682 - 1684 : François d'Agout-Seillons
- 1699 - 1714 : Christofle de Baroncelli-Javon
- 1714 - 1719 : Richard Jean-Louis de Sade[18]
- ? - ? : Félix Grimaldi (XVIIIe siècle)
- 17 mars 1745 - † 7 avril 1750 : Octave de Galéan (Nice 1663 - Malte 1750)
- 3 janvier 1751[19] - † 17 juin 1757[20] : Joseph-François de Piolenc[21]
- 28 juillet 1757 - † 1773 : Henri Augustin de Piolenc, frère du précédent[22]
- 19 juin 1773 - † 6 janvier 1782 : Paul-Augustin des Rolland de Réauville[23]
- 30 janvier 1782 - † 15 août 1783 : Charles-Félix de Galéan-Gadagne[23]
- 13 septembre 1783 - † 14 août 1786 : Joseph-Guillaume-François-Gabriel de Lestang-Parade[23]
- 1786 - 1789 : François-Louis de Franc-Montgey[23]
- 28 septembre 1789 - 1791 : Gaspard-Louis de Tulle-Villefranche († 1806)[23]